# Piabung
Piabung is een bestuurslaag in het regentschap Kepulauan Anambas van de provincie Riau-archipel, Indonesië. Piabung telt 816 inwoners (volkstelling 2010).